# Gondwanatitan
Gondwanatitan ("Titan från Gondwana") var en växtätande dinosaurie som levde i Brasilien, daterad till slutet av kritaperioden för omkring 70 - 80 milj. år sedan. Den var en titanosaurie, som fått sitt namn på grund av att den levde på vad som då var den södra delen av kontinenten Gondwana. Typarten G. fautosi beskrevs 1999.
Gondwanatitan var nära släkt med bland annat Saltasaurus. Liksom saltasaurus var Gondwanatitan en relativt liten sauropod, med en längd på omkring 8 meter. Skallen hade spetsigare nos än de flesta andra titanosaurier, som ofta hade hästliknande huvuden, eller liknande dem hos Diplodocidae.